# Acropiesta macrocera
Acropiesta macrocera är en stekelart som först beskrevs av Thomson 1858.  Acropiesta macrocera ingår i släktet Acropiesta, och familjen hyllhornsteklar. Arten är reproducerande i Sverige.